# Jónás Tamás
Jónás Tamás (Ózd, 1973. március 14. – ) cigány származású magyar költő, író, programozó.

## Élete
Nehéz gyermekkora volt. 4 éves koráig Csernelyben élt, majd intézetbe került testvéreivel együtt. 6 éves volt, amikor visszakerült szüleihez, majd Szombathelyre költöztek. Eleinte tévészerelő vagy pincér szeretett volna lenni. Végül gimnáziumba íratták. 16 éves kora óta jelennek meg versei. A dokk.hu mindenki által írható internetes irodalmi portál alapító szerkesztője. Több kötet szerkesztője. Az Amaro Drom és a Rádió C munkatársa volt. 22 évesen adta ki Cigányidők címmel írt önéletrajzi regényét, melyben a kora gyermekkora történéseit próbálja feldolgozni.
Nem szeretek cigány lenni, mert olyan, mint egy gyógyíthatatlan betegség. Amikor verset írok vagy költészetet csinálok, ideig-óráig sikerül erről a géntényről megfeledkeznem. Úgy érzem, műveletlen és izgága vagyok. Mindkettő hasznos dolog. Amikor az emberek magukról írnak, általában a sikereiket emlegetik. Én nem érzem magam azonosnak a sikereimmel. Van viszont két kudarcom, azokra büszke vagyok, mindkettő fiú. Irigylem is őket, mert ők úgy tudnak szeretni, ahogy én szerettem volna egész életemben. Úgy érzem, a világ a szeretet története.
Felsőfokú tanulmányait a győri Széchenyi István Műszaki Főiskolán, az ELTE magyar–szanszkrit szakán és A Tan Kapuja Buddhista Főiskolán végezte; diplomát nem szerzett. Programozóként is dolgozik: játékprogramként a Demokrácia internetes játék fűződik a nevéhez, melyben a játékosok országot, foglalkozást választhatnak, és közösen segíthetik az állam fellendülését. 2002-ben Esterházy Péter adományozta Herder-ösztöndíjjal egy évet Bécsben töltött. A Szépírók Társasága szakmai és érdekvédelmi szövetség tagja.

## Művei

### Verseskötetek
- …ahogy a falusi vén kutakra zöld moha települ… (1994)
- Nem magunknak (Bár, 1996)
- Bentlakás (Noran, 1999)
- Ő Jónás Tamás; Magvető, Bp., 2003
- Kiszámítható józanság (Magvető, 2006)
- Önkéntes vak. Versek, 2006–2007; Magvető, Bp., 2008
- 36 fokos lázban (11 nyelvű költészeti antológia, József Attila születésének 100. évfordulója alkalmából)
- Lassuló zuhanás (Magvető, 2013 – az ünnepi könyvhétre)[6][7]
- Törzs; Magvető, Bp., 2016 (Időmérték)
- Zalán Tibor–Jónás Tamás–Jagos István Róbert: Együttállás; Dél-alföldi Művészeti Kapocs Alapítvány, Szeged, 2017
- 50 vers; &, Budapest, 2023

### Próza
- Cigányidők / A forrás (kisregények, Bár, 1997)
- Bánom, hogy a szolgád voltam (Romano Kher, 2002)
- Apáimnak, fiaimnak (Magvető, 2005)
- A jó fiú (Holmi folyóirat, a Körkép antológiában Sejtekig szerelmes címen jelent meg, 2006)[8]
- Apuapuapu, anyu; Concord Media Jelen, Arad, 2013 (Irodalmi jelen könyvek)[9]
- Jónás Tamás–Beck Zoltán: Talajgyakorlatok. Barátság-almanach; fotó Szendiszűcs István; Savaria University Press, Szombathely, 2021
- Kívülálló; graf. Bogdán János "Amigó"; &, Budapest, 2023
- Cigányidők / A forrás; 2. jav. kiad.; &, Budapest, 2023

### Önálló, idegen nyelvekre fordított kötetek
- - Als ich noch Zigeuner war (elbeszélésék, fordító Clemens Prinz, 2006, Bécs)
- - 35 (elbeszélések, versek, fordító Clemens Prinz, 2008, Bécs)
- Tatitatitati (az Apuapuapu c. könyv cseh fordítása, fordító Adéla Gálová, 2019, Prága)

### Egyéb
- 1999: Betyár volt-e Cigány Jóska? Cigány mesék; gyűjt. Sáfár Sándor, szöveggond. és szerk. Jónás Tamás; Noran, Bp., 1999
- 2000 óta: a fiatal, tehetséges költőket támogató kritikai oldal, műhely, a dokk.hu internetes irodalmi kikötő alapítása,[10] működtetése
- 2001: Elmondom én – multimédia CD (versek, prózai művek saját előadásban)
- 2004: Formák a tubusból. XX. századi és kortárs magyar festők műveiből; Jónás Tamás, László Noémi, Szabó T. Anna verseivel, vál. Alföldi Róbert; Csimota, Bp., 2004
- 2006: Lírai számla (Szombathely városát bemutató, kétnyelvű album Kassai Ferenc fotóival)
- 2007: Arcolatok (Magyarország régióit bemutató, kétnyelvű fotóalbum)

### Tévéfilm
- Jézus Csernelyben (tévéfilm, novellája alapján)
- Három pokol (dokumentumfilm Balogh Attila költővel, szerkesztő: Jónás Tamás)

### Dráma
- Lélekvesztő (2006) (Ősbemutató: Kolibri Színház, 2007. Rendező: Tóth József)

### Dalszöveg
- Szakíts ha tudsz (2006); előadó: Marozsán Erika, zene: Juhász Gábor, szöveg: Jónás Tamás
- Tavaszi anzix (2017), előadó: Hoppál Mihály Band, zene: Hoppál Mihály BassPoetry, szöveg: Jónás Tamás
- Megzenésített versek: Pátkai Rozi, Szalóki Ági, Jóbi Annamária, Másik János, Beck Zoltán stb.

## Díjai, elismerései
- 1999 Arany János-díj
- 2001 Soros-ösztöndíj
- 2002 Herder-ösztöndíj
- 2003 Nizzai Kavics-díj
- 2005 Móricz Zsigmond-ösztöndíj
- 2006 Artisjus-díj
- 2006 Katona József drámaírói alkotói támogatás
- 2006 Writers in Residens (Bécs) ösztöndíj
- A Közép- és Kelet-európai irodalmi díj magyar döntőse
- 2007 Nemzeti Kulturális Alap alkotói ösztöndíj
- 2007 Független Művészeti Alap támogatása
- 2007 Budapestért Alapítvány írói támogatása
- 2008 Zelk Zoltán-díj
- 2009 NKA alkotói ösztöndíj
- 2009 AEGON művészeti díj[11]
- 2013 Irodalmi Jelen-díj[12]
- 2017 Visegrádi 4-ösztöndíj, Prága
- 2018 Szécsi Magda-díj
- 2018-2021 A Magyar Művészeti Akadémia ösztöndíja az ÜRES TEMPLOM címet viselő cigányeposz megírására.[13][14]